# Myrmeleon lethifer
Myrmeleon lethifer är en insektsart som beskrevs av Walker 1853. Myrmeleon lethifer ingår i släktet Myrmeleon och familjen myrlejonsländor. Inga underarter finns listade i Catalogue of Life.